# Cyclothone livida
Espèce
Cyclothone livida est une espèce de poisson appartenant à la famille des Gonostomatidae.